# Barbarakirche (Wien)

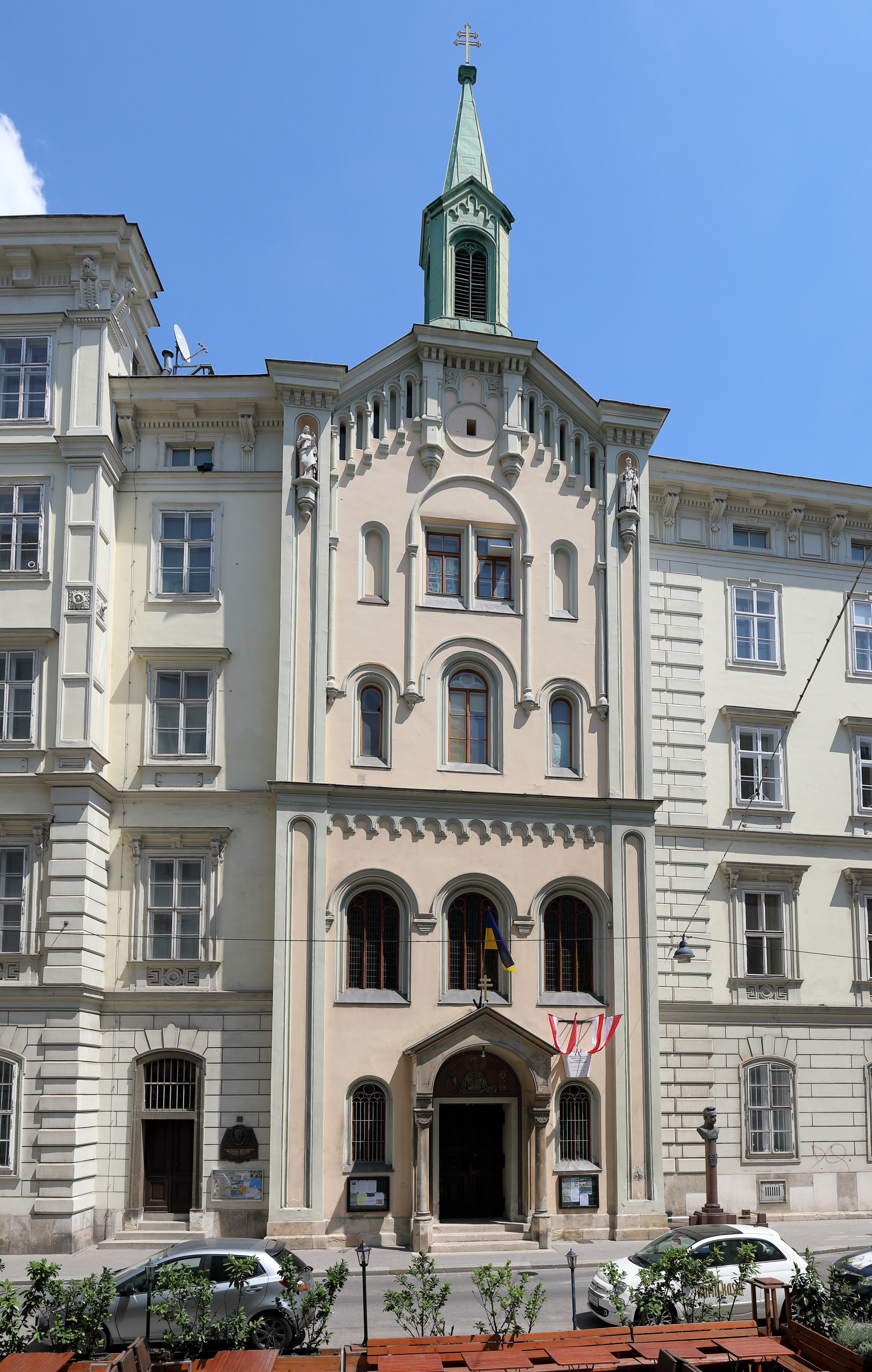
Ukrainisch-unierte und griechisch-katholische St. Barbara-Kirche in Wien

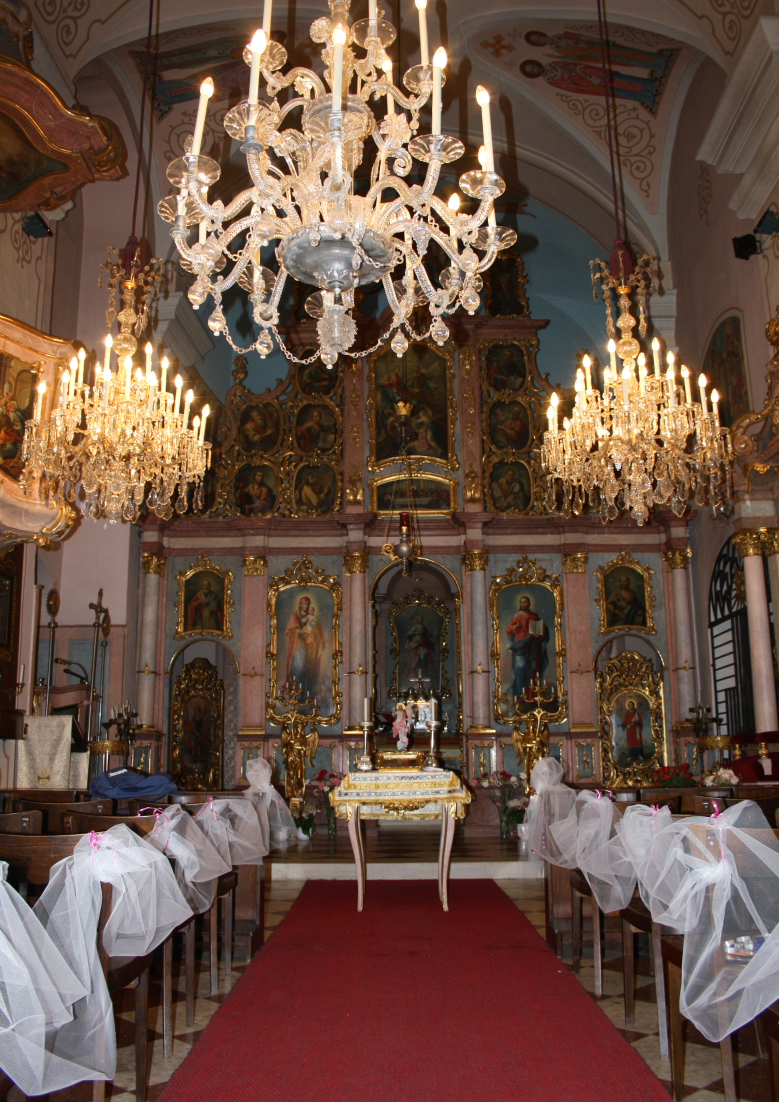
Innenansicht Richtung Altar

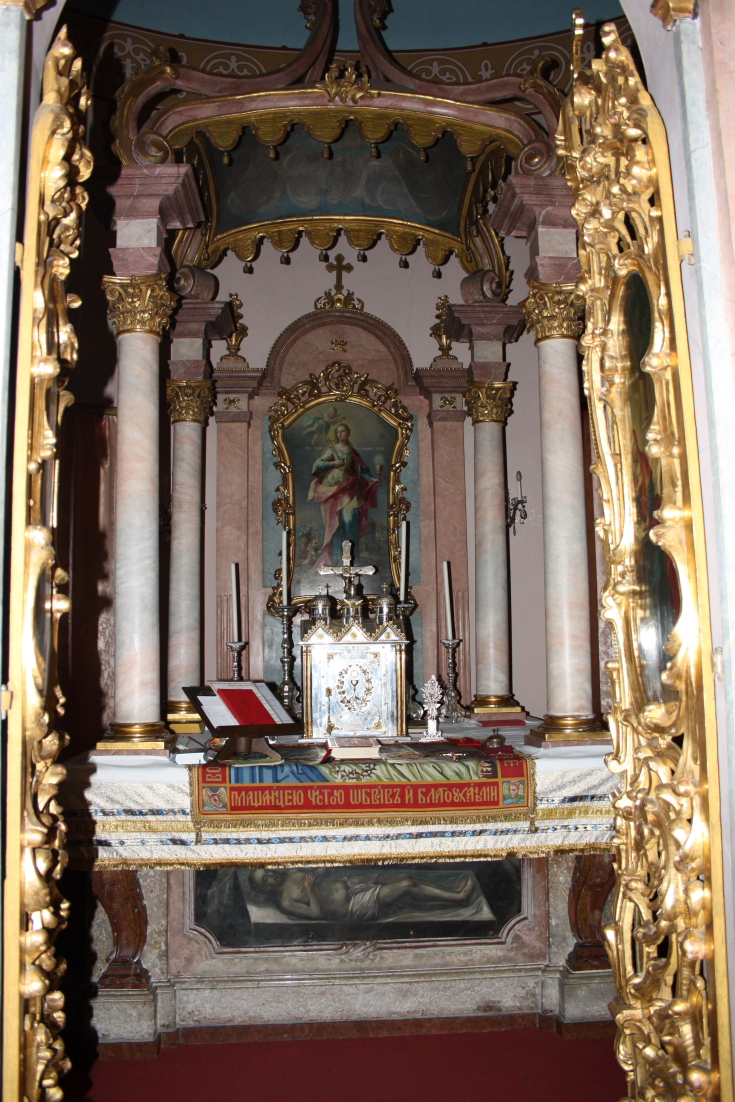
Der Marmorblockaltar

Die Barbarakirche ist die Hauptkirche der Griechisch-katholischen Kirche in Österreich, wie auch Pfarrkirche der Ukrainischen Unierten Kirchengemeinde, einer deutschsprachigen griechisch-katholischen Gemeinde und Zentralpfarrkirche für die anderen byzantinischen Gläubigen Österreichs. Sie steht in der Postgasse im 1. Wiener Gemeindebezirk Innere Stadt.

## Geschichte
Eine der heiligen Barbara geweihte Kapelle wird erstmals 1573 an dieser Stelle im Rahmen des Wiener Jesuitenkonviktes erwähnt. 1652–1654 erfolgte der Umbau von Konvikt und Kapelle im Barockstil. Nach der Aufhebung des Jesuitenordens 1773 übergab Maria Theresia die Gebäude als Seminar der griechisch-katholischen Kirche unter dem Namen Barbareum. Da mehrere Länder der Monarchie, besonders Galizien, zahlreiche Gläubige der unierten Kirche aufwiesen, sollte die Priesterausbildung damit nach Wien verlegt und entscheidend verbessert werden. Daraus entstand 1784 die erste unierte ukrainische Pfarre außerhalb der Ukraine. 1842 gab es Pläne, die bis dahin freistehende Kirche abzutragen, um an ihrer Stelle ein neues Hauptpostgebäude zu errichten und die griechisch-katholische Gemeinde nach St. Johann Nepomuk in der Praterstraße zu verlegen. Doch dann entschloss man sich, die Kirche in das neue Hauptpostgebäude zu integrieren und ihr eine neue Fassade zu verleihen. In den Jahren 1852–1892 diente sie erneut als offizielle Gottesdienststätte dem griechisch-katholischen Zentralseminar. In den 1930er Jahren gab es wieder Pläne, die Kirche abzusiedeln, um das Hauptpostgebäude neu gestalten zu können. Mit dem Anschluss Österreichs an das Deutsche Reich 1938 wurden diese Pläne aber wieder fallengelassen. Am 15. Jänner 1945 wurde die Kirche durch Bombenangriffe schwer beschädigt. Sie wurde nach dem Krieg durch die Postverwaltung, der das Gebäude gehörte, renoviert, so dass der Kirchengemeinde keine Kosten erwuchsen. Im 20. Jahrhundert erfolgten an der Kirche mehrere Renovierungen, 1962 ein Emporenzubau. An der Kirche wirkt ein auch international anerkannter ukrainischer Kirchenchor, der schon mehrere Schallplattenaufnahmen eingespielt hat. 1979 veröffentlichte die Österreichische Post eine Weihnachtssonderbriefmarke mit der Darstellung der Geburt Christi nach einem Gemälde von Moses Subotić von 1775 aus der Kirche St. Barbara.

## Baubeschreibung

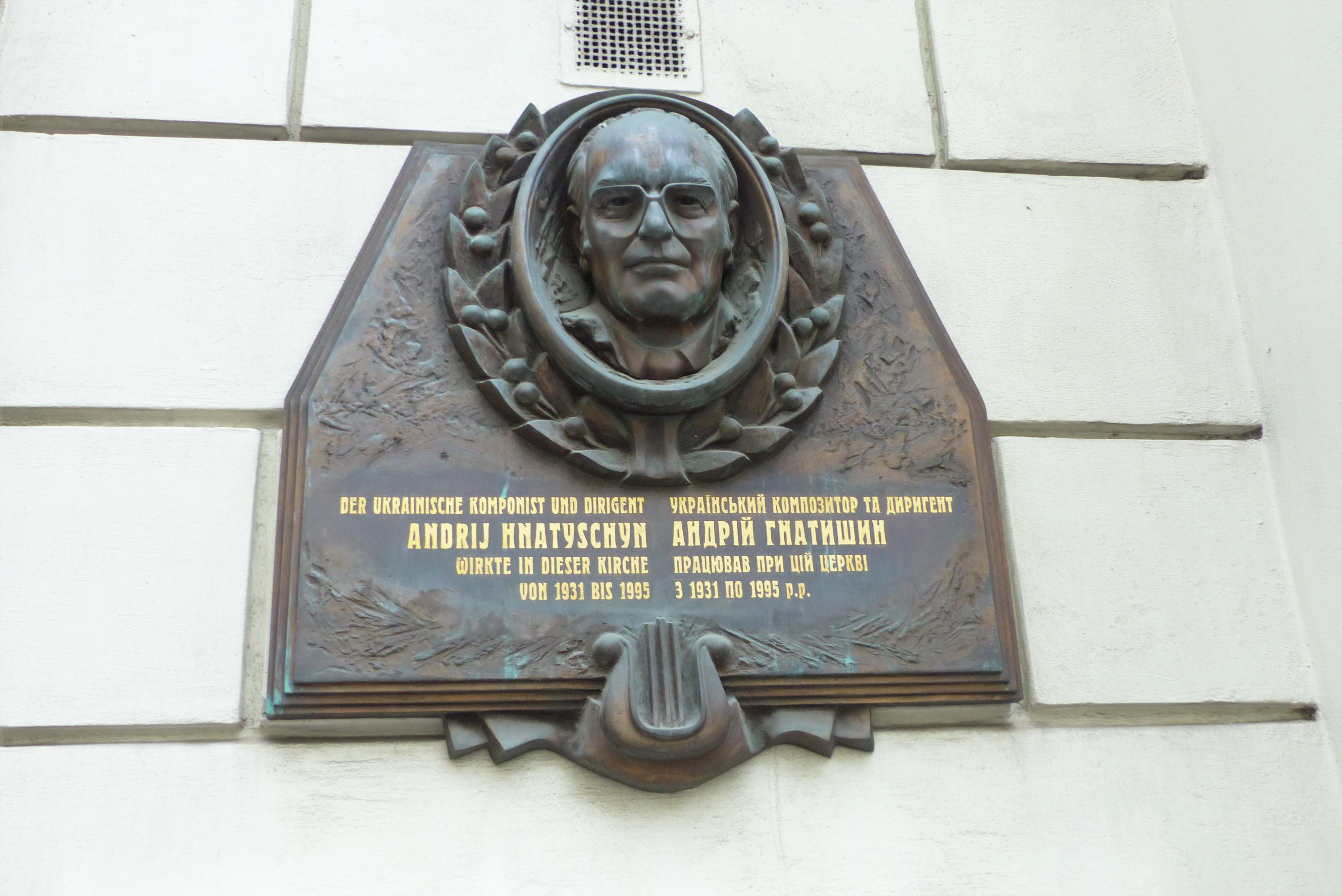
Gedenktafel für Andrij Hnatyschyn

Die Barbarakirche ist eine frühbarocke Wandpfeilerkirche und hat eine bemerkenswerte frühhistoristische Fassade von Paul Wilhelm Eduard Sprenger aus dem Jahr 1852. Sie besitzt ein Giebeltürmchen im Rundbogenstil und ein Baldachin-Portal auf Steinsäulen mit ornamentierten Würfelkapitellen. Im Tympanon befindet sich ein modernes Mosaik-Bild der Heiligen Barbara aus dem Jahr 1956. Im oberen Fassadenbereich finden sich Nischen mit den Statuen der Heiligen Basilius und Barbara. Seitlich neben der Fassade steht seit 1999 ein Denkmal für den ukrainischen Schriftsteller Iwan Franko, das der Lemberger Bildhauer Liubomir Jaremchuk geschaffen hat.
Die Ausstattung im Inneren ist qualitätvoll und einheitlich im Rokokostil gehalten. Sie stammt aus der Zeit um 1780. Die Ikonostase, der Altar, die Kanzel, Kathedra und der Taufstein wurden großteils von Arsenius Marković (Bildhauerarbeiten) und Moses Subotić (Malereien) geschaffen. Die Ikonostase ist durch korinthische Säulen und Pilaster gegliedert und mit vergoldeten Schnitzereien reich geschmückt. Die Türen zeigen den Heiligen Michael, die Verkündigung des Herrn und den Heiligen Stephanus. Darüber befinden sich die Bilder des Heiligen Nikolaus von Myra und Johannes dem Täufer, in der Mitte Madonna mit Kind und lehrender Christus, vom Anfang des 19. Jahrhunderts. Weiters sind erwähnenswert die Darstellungen der Heiligen Dreifaltigkeit, das Letzte Abendmahl und an den Seiten die Zwölf Apostel von Efrem Klein, alle um 1780. Im Chor befindet sich ein Vorbereitungsaltar mit Feiertagswechselikonen von Moses Subotić. Ein weiterer bemerkenswerter Altar ist ein freistehender Marmorblockaltar mit einem Heiligen Grab und einem Ziboriumsaufbau, ebenfalls um 1780. Weitere Ausstattungsstücke sind ein Tabernakel in Form einer Kirche vom Ende des 19. Jahrhunderts, ein Wandretabel mit einem Bild der Heiligen Barbara von Subotić, das große Ähnlichkeit mit Maria Theresia haben soll, und eine bemerkenswerte Madonnenikone um 1600.
Wandmalereien aus den Jahren 1983–1985 von Svjatoslav Hordynskyj zeigen Christus Pantokrator umgeben von Engeln, ostkirchliche Heilige und Szenen aus dem Neuen Testament im Altarraum und im Kirchenschiff. An den Seitenwänden der Chorempore befinden sich die Darstellung der Taufe der Kiewer Rus durch den heiligen Großfürsten Wladimir I. im Jahr 988 und die Befreiung Wiens nach der Türkenbelagerung 1683 mit Hilfe ukrainischer Kosaken.
Die Kapelle des Heiligen Josaphat Kunzewitsch stammt von Karl Holey aus dem Jahr 1923. Hier wurden in den Jahren 1916–1949 die Reliquien des Heiligen verwahrt, ehe sie aus Sicherheitsgründen vor der sowjetischen Besatzungsmacht aus Wien nach Rom geschmuggelt wurden, wo sie sich noch heute befinden. In der Kapelle sind ein Wandretabel des Heiligen von Paul Reckendorfer und ein weiteres Bild, die Berufung des Heiligen Josaphat darstellend, beide von 1963, zu sehen. Weiters werden die Gewänder des Heiligen (um 1620) in einer Vitrine und der Sarg, in dem sich seine Reliquien befanden, ausgestellt. In der Kapelle sind auch noch eine böhmische Kastenkrippe von 1890 und zwei Paradefahnen um 1900 zu sehen.
In der Sakristei werden Ölbilder der Heiligen Nikolaus und Spyridon aufbewahrt, die 1834 von der Familie des Grafen Karl von Coudenhove gestiftet wurden, verschiedene weitere Heiligenbilder vom Anfang des 20. Jahrhunderts, zwei historistische Monumentalbilder von Yuri Balla (Kyrill und Method, Wladimir und Olga) aus dem Jahr 1902, eine russische schwarze Muttergottes-Ikone aus dem Jahr 1784 Stille der Schmerzen, ein Evangelienbuch mit Dedikationseinband von Maria Theresia mit Silberbeschlägen und Porzellanmedaillons auf Samt, ein prächtig ausgestattetes Filigrankreuz aus einer Klosterwerkstätte am Berg Athos, ein Prozessionskreuz mit Email und Bergkristall geschmückt, das in der Mitte ein Brustbild Christi in Petit-Point-Technik gestickt enthält, das von Marie Antoinette, der Tochter Maria Theresias gefertigt worden sein soll, eine Bischofskrone mit Stab aus der Mitte des 19. Jahrhunderts, sowie Paramente aus dem 19. und 20. Jahrhundert.
Links vom Eingang befindet sich an der Hauswand eine Gedenktafel für den ukrainischen Komponisten und Dirigenten Andrij Hnatyschyn, der von 1931 bis 1995 in dieser Kirche wirkte und den Chor leitete.